# Ramón Sotomayor Valdés
Ramón Sotomayor Valdés (3 de abril de 1830 - 1903) Periodista, Historiador y político chileno
Estudio en el Instituto Nacional. Consagró su vida a las letras y al periodismo. En 1853 tomo a su cargo la dirección y redacción de El Mensajero y en 1854 fue escritor en El Diario de Valparaíso. En 1855 fue redactor del diario El Ferrocarril de Santiago. En 1857 se hizo cargo del diario El Conservador. 
En 1863 fue nombrado ministro plenipotenciario de Chile en México. Durante su estadía fue nombrado miembro de la sociedad de Geografía y Estadística. A Su regreso a Chile en 1866 fue nombrado miembro de la facultad de filosofía y Humanidades de la Universidad de Chile. También ese año fue encargado de la redacción del diario La República.
En 1867 se le nombró ministro plenipotenciario de Chile en Bolivia. A su regreso publicaría el libro La legación de Chile en Bolivia (1872) y luego Estudio histórico de Bolivia (1874).
En 1867 fue elegido diputado. El gobierno lo nombró oficial mayor del Ministerio de Hacienda en 1873, ocupando el cargo hasta 1866, cuando se retiró a la vida privada, aunque sería gerente del Banco Crédito Unido hasta 1889. 
Desde entonces se consagró de lleno a realizar su Historia de Chile, desde 1831 hasta 1871, logrando solo completar hasta el asesinato de Diego Portales en 1837, tras diez años de trabajo plasmados en cuatro tomos de más de 400 páginas cada uno.
Tras este obra escribió campaña del Ejército chileno contra la Confederación perúboliviana en 1837 (1896). Perteneció a la Real Academia Española.